# Скала-Подольская
Скала-Подольская (укр. Скала-Подільська) — посёлок в Чортковском районе Тернопольской области Украины. Административный центр Скала-Подольской поселковой общины.

## Географическое положение
Посёлок городского типа Скала-Подольская находится на правом берегу реки Збруч,
выше по течению на расстоянии в 2 км расположено село Бурдяковцы,
ниже по течению на расстоянии в 3 км расположено село Бережанка,
на противоположном берегу — село Гуков.
Через посёлок проходят автомобильные дороги Т-2001, Р-24) и
отдельная железнодорожная ветка, станция Скала-Подольская.

## История
- Район Скалы-Подольской был заселён человеком, по данным археологов, ещё во времена неолита (гальштатская культура, IX—V века до н. э.).
- Впервые письменно упоминается как город Скала-над-Збручем в 1210 году (это название сохранялось до 1939 года).
- В XIV город вошёл в состав Великого княжества Литовского, в составе которого он и стал частью Речи Посполитой. В 1360—1370 годах здесь строится замок. Упоминается в летописном «Списке русских городов дальних и ближних». В 1443 году в Скале-Подольской было введено магдебургское городское право.
- В 1497, 1516, 1539, 1615 и в 1672 году город подвергался нападениям и разорению со стороны турок и татар. С 1518 года являлся центром Скальского староства, в том же году город получил право проводить ежегодные ярмарки. В августе 1648 года был занят казацким войском. В 1770 году здесь вспыхнула эпидемия чумы. С конца XVIII и до начала XX века — в составе Австрийской империи.
- В 1914 году численность населения Скалы-Подольской составляла 6 000 человек, из которых 2 700 были евреи и 1 000 — поляки. С 1920 года до августа 1939 года город входил в состав Тарнопольского воеводства Польши, после чего вошёл в состав УССР. В 1940 — январе 1959 г. Скала-Подольская была районным центром.

В ходе Великой Отечественной войны в июле 1941-апреле 1944 был оккупирован наступавшими немецкими войсками. В годы оккупации здесь проводились массовые репрессии против местного населения, расстреляно и замучено было 3 850 человек, в том числе 1 500 евреев.
В 1946 году из Скалы-Подольской были репатриированы в Польшу все поляки.
В 1956 году присвоено статус посёлок городского типа.
В 1989 году в пгт Скала-Подольская была сформирована отдельная учебная дорожная бригада (оудбр), ЦДСУ МО СССР, для выполнения государственных программ.
В 1989 году численность населения составляла 4665 человек.
По состоянию на 1 января 2013 года численность населения составляла 4263 человек.
До 2020 года посёлок входил в Борщёвский район.

## Экономика
- ОАО «Плодорассадник».
- Скала-Подольский специальный карьер.
- Государственное предприятие «Збруч».

## Объекты социальной сферы
- Школа.
- Школа I—II ст.
- Музыкальная школа.
- Дом культуры.
- Поликлиника.

## Достопримечательности
- Руины крепостных стен, руины Скала-Подольского замка, парк — памятник культуры государственной важности
- Католический собор Успения Божьей Матери (осн. 1719 г.)
- Православная церковь Успения Пресвятой Богородицы (осн. 1917 г.)
- Памятник Богдану Хмельницкому (1954 г.)
- Братская могила советских солдат и командиров, павших в боях при освобождении города во время Великой Отечественной войны.